# Selles (Eure)
Selles es una comuna francesa situada en el departamento de Eure, en la región de Normandía.

## Demografía
| 373 | 401 | 381 | 352 | 367 | 396 | 465 |
| Para los censos de 1962 a 1999 la población legal corresponde a la población sin duplicidades (Fuente: INSEE [Consultar]) |     |     |     |     |     |     |